# Fem van Empel
Fem van Empel (ur. 3 września 2002 w ’s-Hertogenbosch) – holenderska kolarka przełajowa, szosowa i górska, złota medalistka mistrzostw świata w kolarstwie przełajowym, zdobywczyni Pucharu Świata w kolarstwie przełajowym.

## Najważniejsze osiągnięcia

### Kolarstwo przełajowe
- 2021
  - 1. miejsce w mistrzostwach świata U-23
  - 3. miejsce w mistrzostwach Europy U-23
- 2022
  - 1. miejsce w mistrzostwach Europy
  - 3. miejsce w mistrzostwach świata U-23
- 2023
  - 1. miejsce w Pucharze Świata
  - 1. miejsce w mistrzostwach świata
  - 1. miejsce w mistrzostwach świata w sztafecie drużyn mieszanych
  - 1. miejsce w mistrzostwach Europy

### Kolarstwo górskie
- 2022
  - 2. miejsce w mistrzostwach Europy U-23 cross-country